# Charles Rohault de Fleury
Pour les articles homonymes, voir Rohault de Fleury.
Charles Rohault de Fleury, né le 23 septembre 1801 à Paris et mort le 10 août 1875 dans cette même ville, est un architecte français.

## Biographie
Il est le fils de l'architecte Hubert Rohault de Fleury (1777-1846). Polytechnicien, diplômé des beaux-arts, il s'oriente vers l'architecture. Il devient l'élève de son père, architecte des casernes de Paris avec lequel il travaille sur divers projets dont la caserne Mouffetard à Paris. 
Nommé architecte du Jardin des plantes de Paris en 1832, il y réalise en 1836 les plus grandes serres composées de structures métalliques et de verre jamais construites à l'époque. Il n'achève pas son projet, la seconde tranche prévue en 1850 ne voit pas le jour, mais sera remplacée par le jardin d'hiver construit par Jules André pour l'exposition universelle de Paris de 1889, ensuite reconstruite en 1937 par René Berger. Il conçoit également le laboratoire vétérinaire de la Ménagerie du Jardin des plantes.
Il fut chargé en 1829 de l’exécution d’une vaste « maison de refuge » à Paris. On lui doit aussi à Paris les plans d’un opéra italien (1840), la construction de l’Hippodrome, détruit par un incendie, la chambre des notaires, plusieurs grands hôtels rue Saint-Arnaud et aux Champs- Élysées. 
Il est le père du peintre Hubert Rohault de Fleury et de l'archéologue et historien d'art Georges Rohault de Fleury.
Nous lui devons un important travail de recherche et de recension des reliques de la Vraie Croix, regroupé dans son ouvrage Mémoire sur les instruments de la passion de N.-S. J.-C. (1870).
Ernest Hello, dans son chapitre consacré à l'Invention de la sainte Croix (Physionomie des saints), le décrit en ces termes : "M. Rohault, auquel nous devons la plupart des travaux qui ont pour but "d'explorer", s'il est permis de s'exprimer ainsi, les reliques de la passion, a consacré une partie de sa vie à ces intéressantes recherches. Il a fouillé toute l'histoire, il a fait revivre mille figures oubliées. Il leur a demandé compte de tout ce qu'elles avaient vu passer devant elles. Il a littéralement interrogé les siècles, et les siècles ont répondu."
Il est inhumé au cimetière du Père-Lachaise (46e division).
Son descendant, Rodolphe de Saint Germain, historien, lui a consacré une importante biographie publiée en 2014.

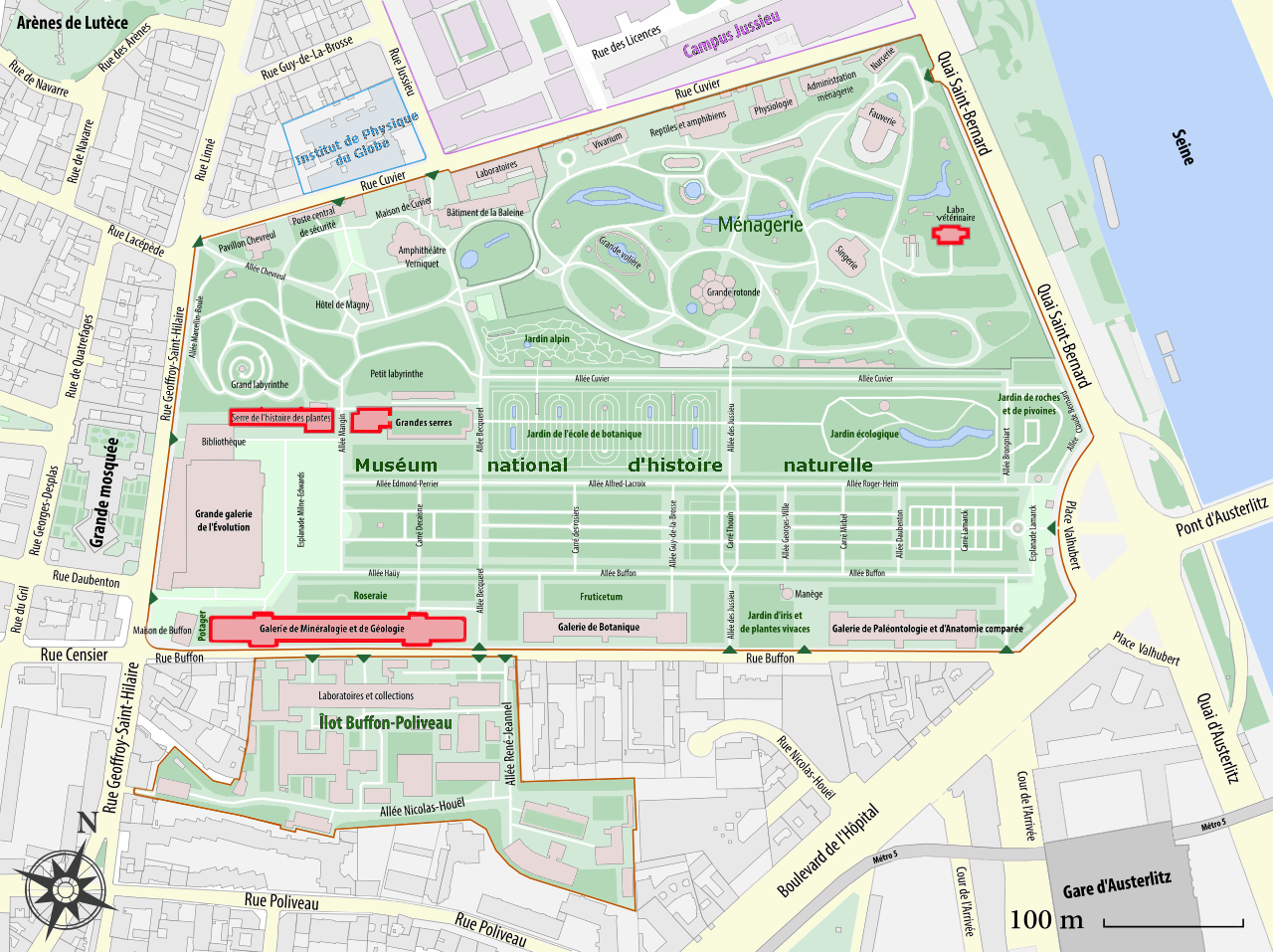
Les constructions de Charles Rohault de Fleury dans le Jardin des plantes de Paris, subsistant au XXIe siècle.
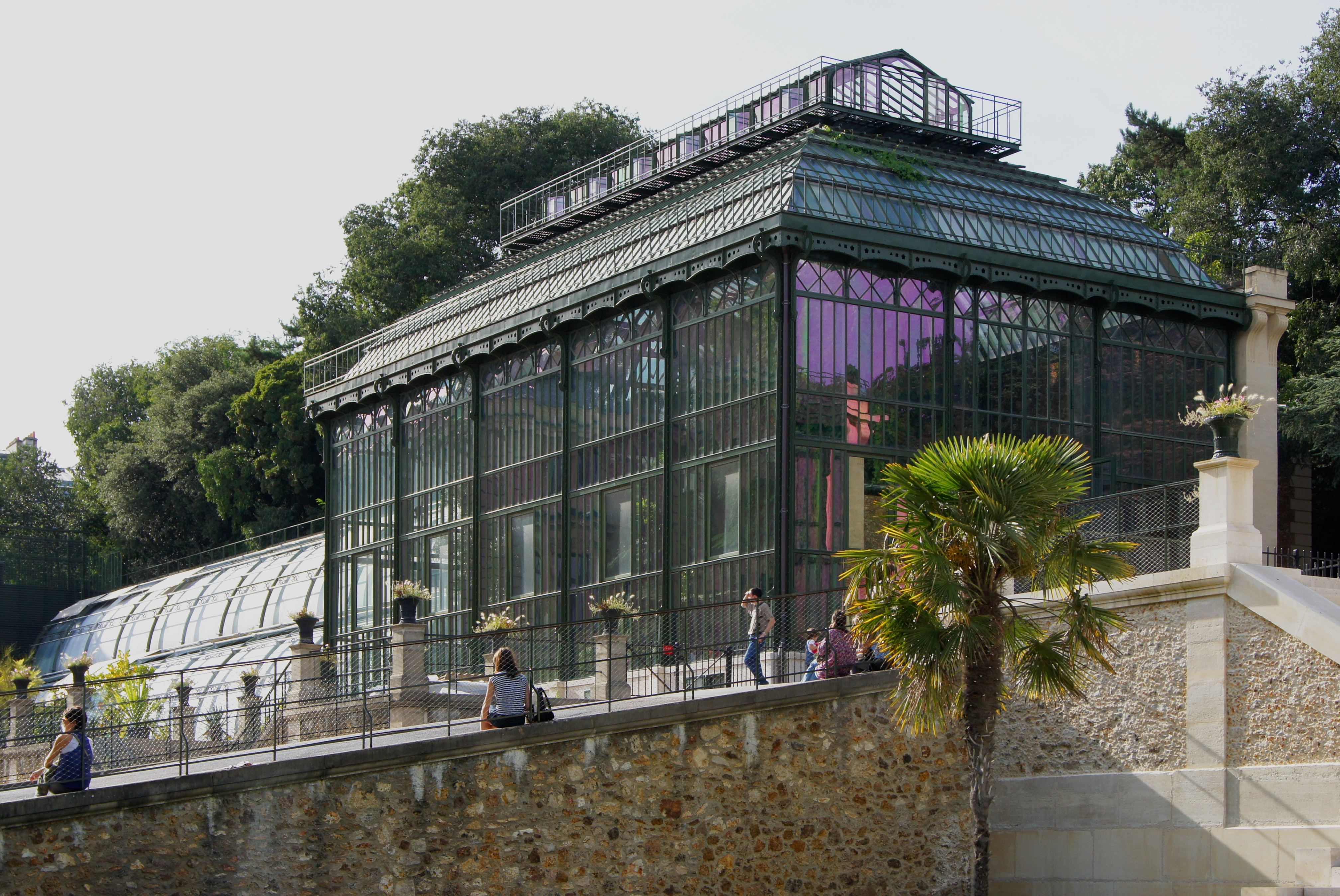
Serre d'histoire des plantes du Jardin des plantes de Paris.
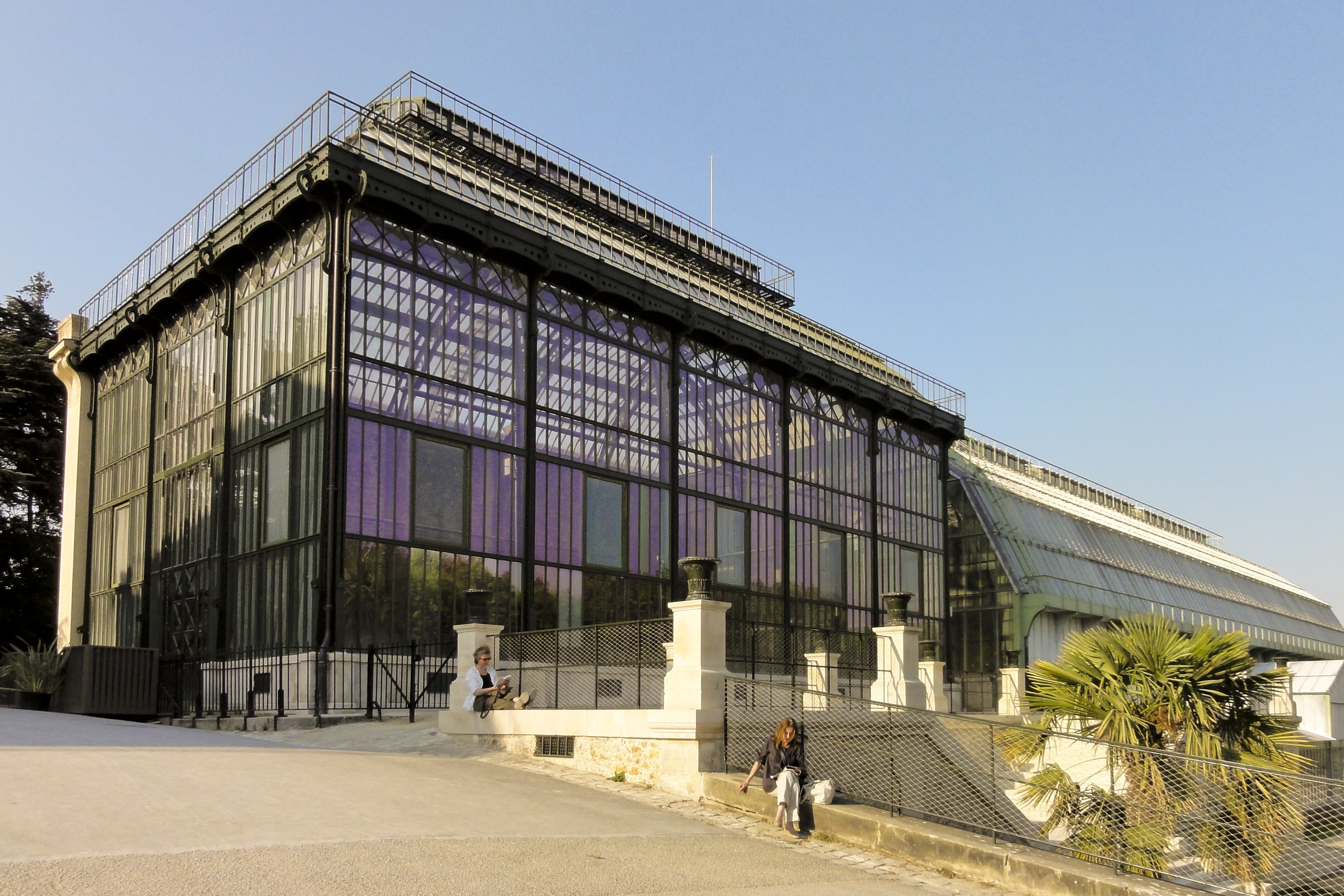
Serre de Nouvelle-Calédonie du Jardin des plantes de Paris.
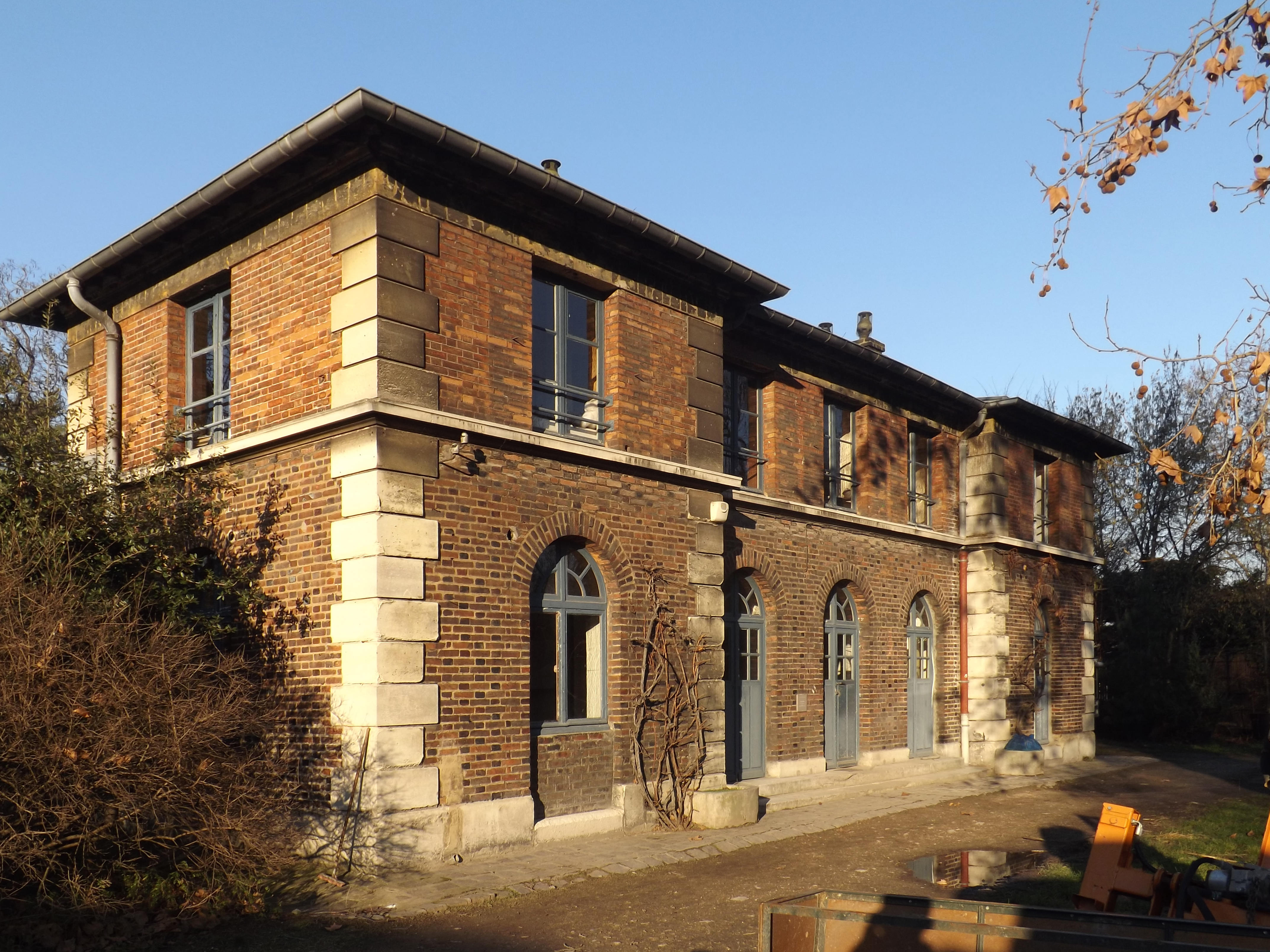
Laboratoire vétérinaire de la Ménagerie du Jardin des plantes de Paris.